# Catoblemma umbrifera
Catoblemma umbrifera är en fjärilsart som beskrevs av George Francis Hampson 1910. Catoblemma umbrifera ingår i släktet Catoblemma och familjen nattflyn. Inga underarter finns listade i Catalogue of Life.